# Fort V Twierdzy Warszawa

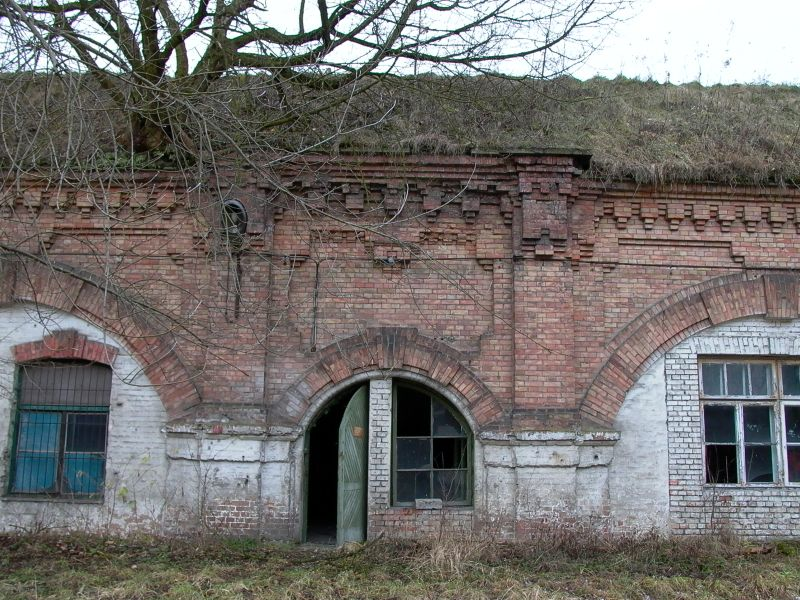
Fragment koszar szyjowych fortu

Fort V („Włochy“) – jeden z fortów pierścienia zewnętrznego Twierdzy Warszawa, wybudowany w latach osiemdziesiątych XIX wieku. Poprzednim w kolejności jest fort IV „Chrzanów“, zaś następnym – fort VI „Okęcie“.

## Historia
Fort przeznaczony do osłony linii Kolei Warszawsko-Wiedeńskiej oraz podejść do Warszawy od zachodu jest fortem typowym dla fortyfikacji rosyjskiej tego okresu i fortów budowanych w Warszawie. Zbudowany został jako dwuwałowy fort o narysie pięcioboku z dwoma czołami (przy czym kąt styku czół jest tutaj wyjątkowo bliski 180°). U styku czół oraz czół i barków wzniesiono kaponiery osłaniające otaczającą fort suchą fosę. Głównym obiektem zaplecza były zachowane do dziś w bardzo dobrym stanie koszary szyjowe (fot.). W ramach modernizacji twierdzy fort został przebudowany: powstał jeden wał główny o bardzo szerokim przedpiersiu (około 30 m). W tym samym czasie zastąpiono ceglane kaponiery betonowymi; w szyi fortu powstała wtedy osłonięta ziemnym dziełem potężna kaponiera szyjowa. Po 1909 roku, w ramach likwidacji twierdzy wszystkie kaponiery wysadzono. 

## Stan zachowania
Do dziś fort zachował się w dobrym stanie. Teren poforteczny w jego szyi i na esplanadzie (przed czołem) zajmuje cmentarz. Istnieją zachowane w bardzo dobrym stanie koszary, poterna koszarowa na osi oraz ruiny kaponier i wysadzonego tradytora. Bardzo czytelny układ ziemny fortu, między innymi wał i esplanada, ulegała w ostatnich latach dewastacji i zatarciu. 
W latach 2015–17 i 2019−2022 fort przechodził renowacje w ramach budżetu Dzielnicy Włochy oraz Funduszy Europejskich. W ramach renowacji wzmocniono i częściowo odtworzono wały obronne, a na jednym z dziedzińców wybudowano boisko do piłki nożnej. W obrębie drugiego dziedzińca powstał plac rekreacyjny, na którym znajdują się: siłownia zewnętrzna, stoliki rekreacyjne do tenisa stołowego, plac zabaw i szachownica do szachów plenerowych. Dotychczasowe pół-dzikie trasy gruntowe zastąpiono żwirowymi ścieżkami z ławkami, śmietnikami oraz oświetleniem.
Tereny koszar, dawniej należące do Agencji Mienia Wojskowego zostały w 2022 oddane do użytku Dzielnicy Włochy.

## Galeria

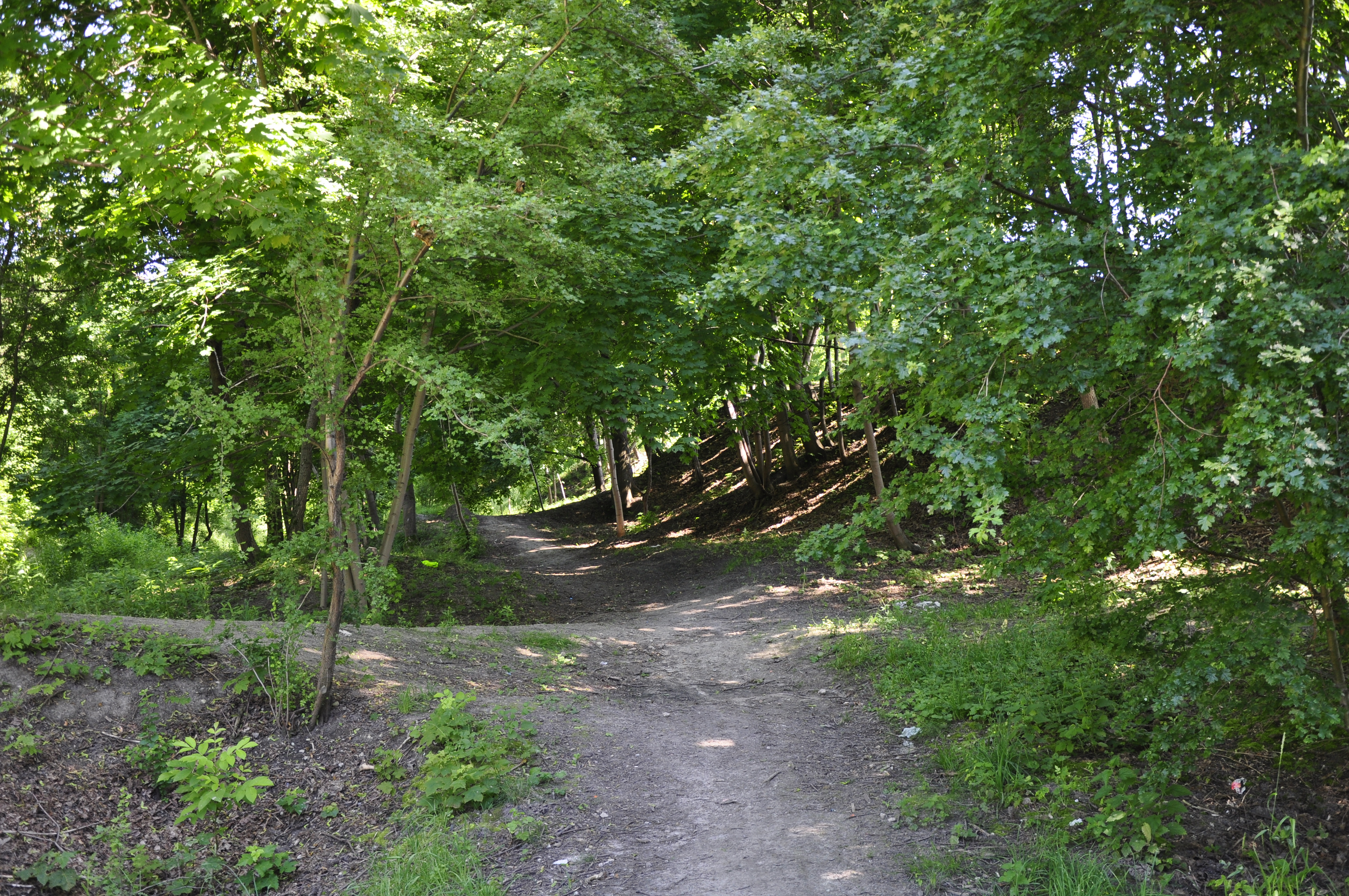
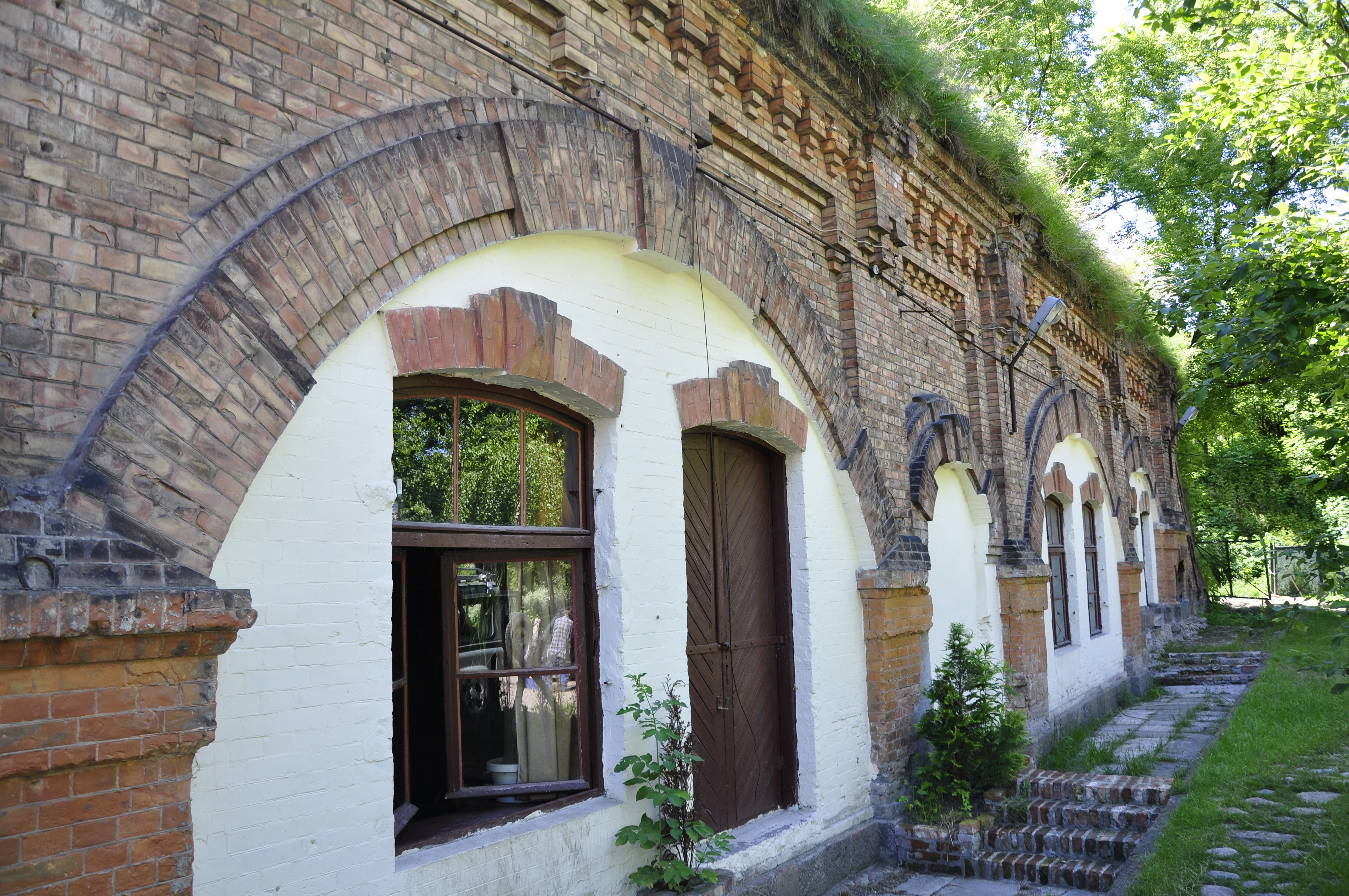
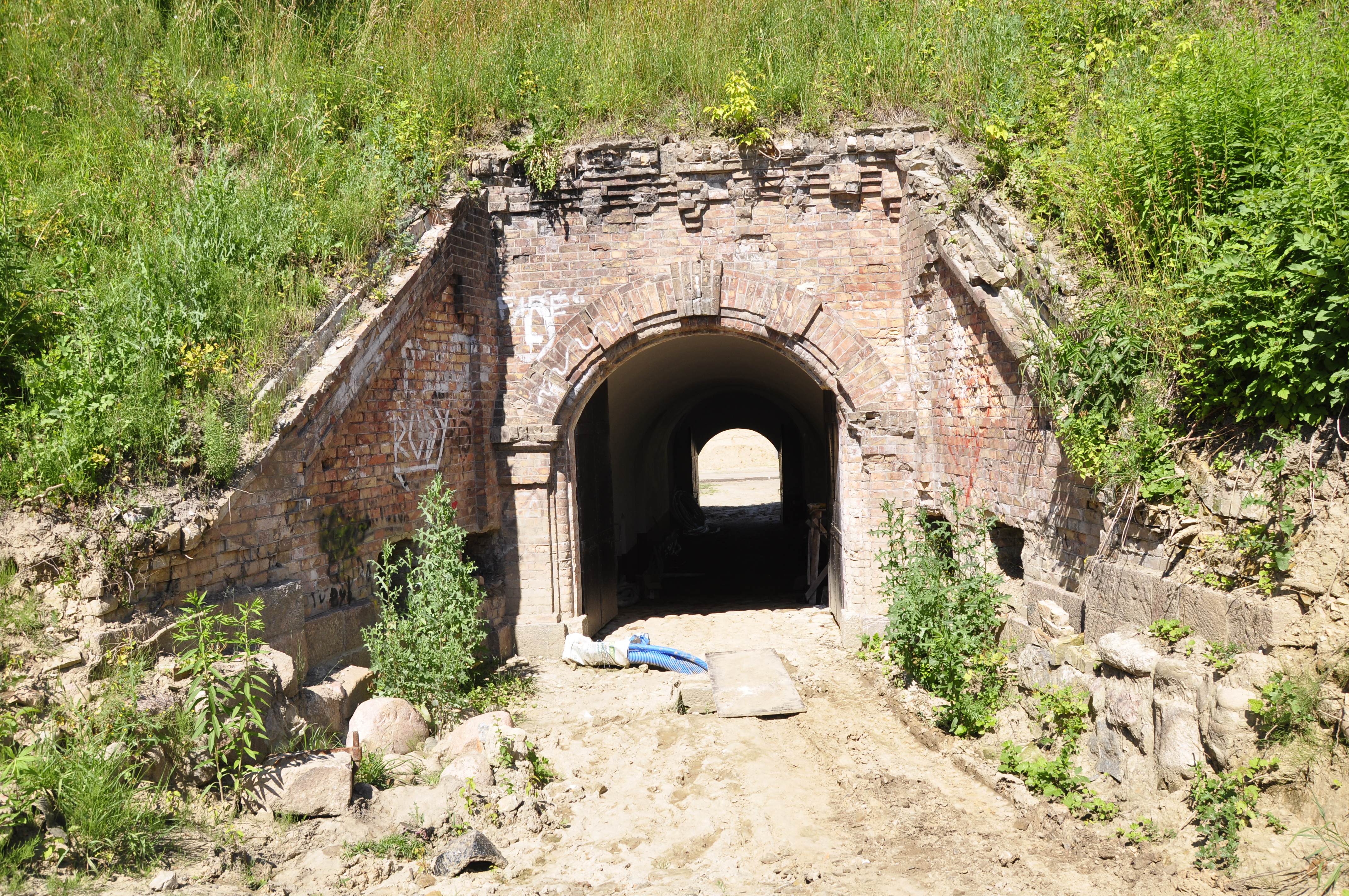
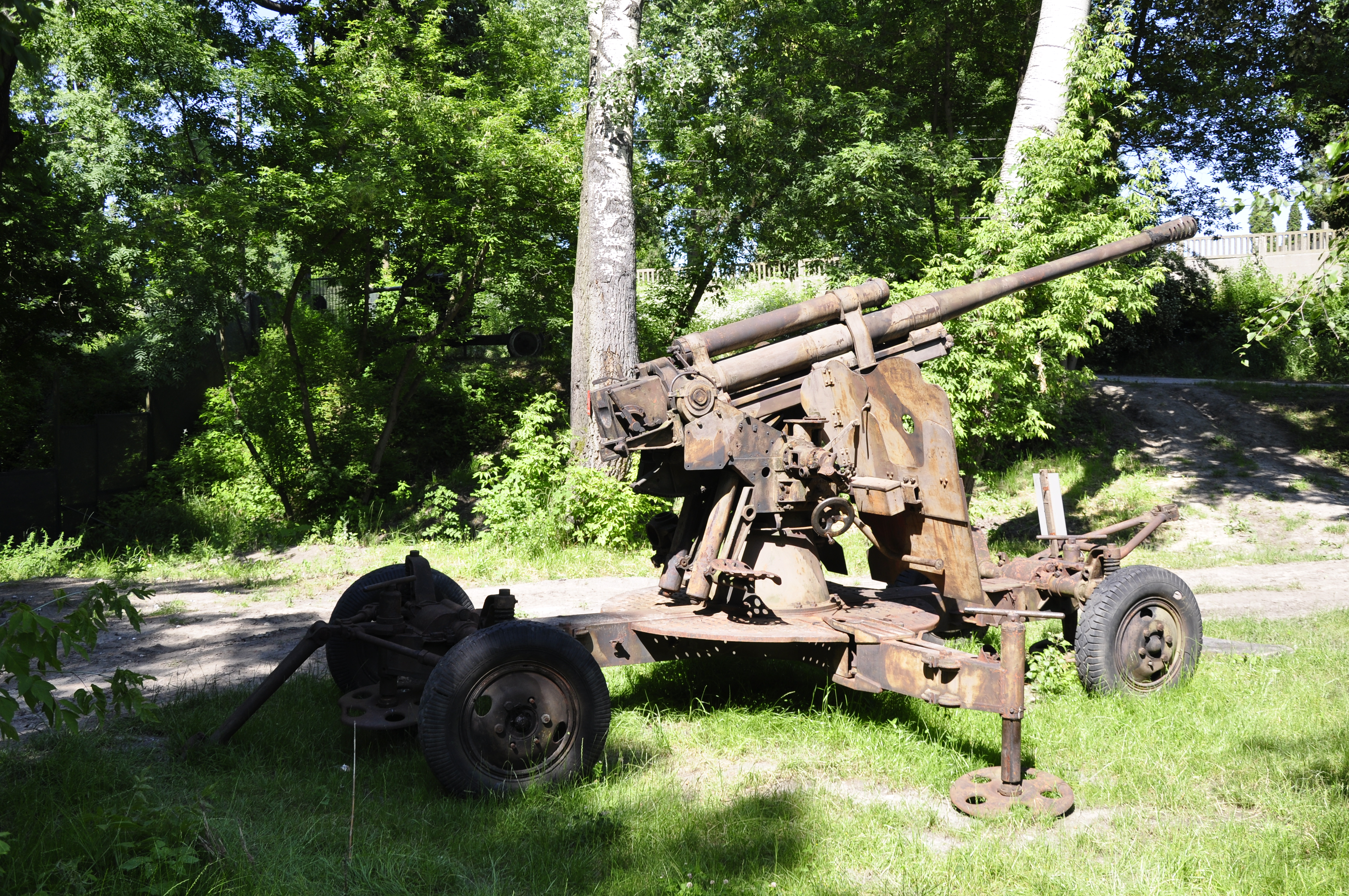